# لونی تونز جدید
لونی تونز جدید  (New Looney Tunes) (که قبلاً با نام وبیت: محصولی از لونی تونز برای فصل اول شناخته می‌شد) مجموعه تلویزیونی انیمیشنی محصول ایالات متحده است که بر پایهٔ شخصیت‌های لونی تونز و مری ملودیز به‌دست کمپانی برادران وارنر ساخته شده‌است. این مجموعه برای اولین بار در ۲۱ سپتامبر ۲۰۱۵ از شبکه کارتون نتورک پخش شد.